# Abidjan (Niamey)
Abidjan (auch: Kalley Nord) ist ein Stadtviertel (französisch: quartier) im Arrondissement Niamey III der Stadt Niamey in Niger.

## Geographie

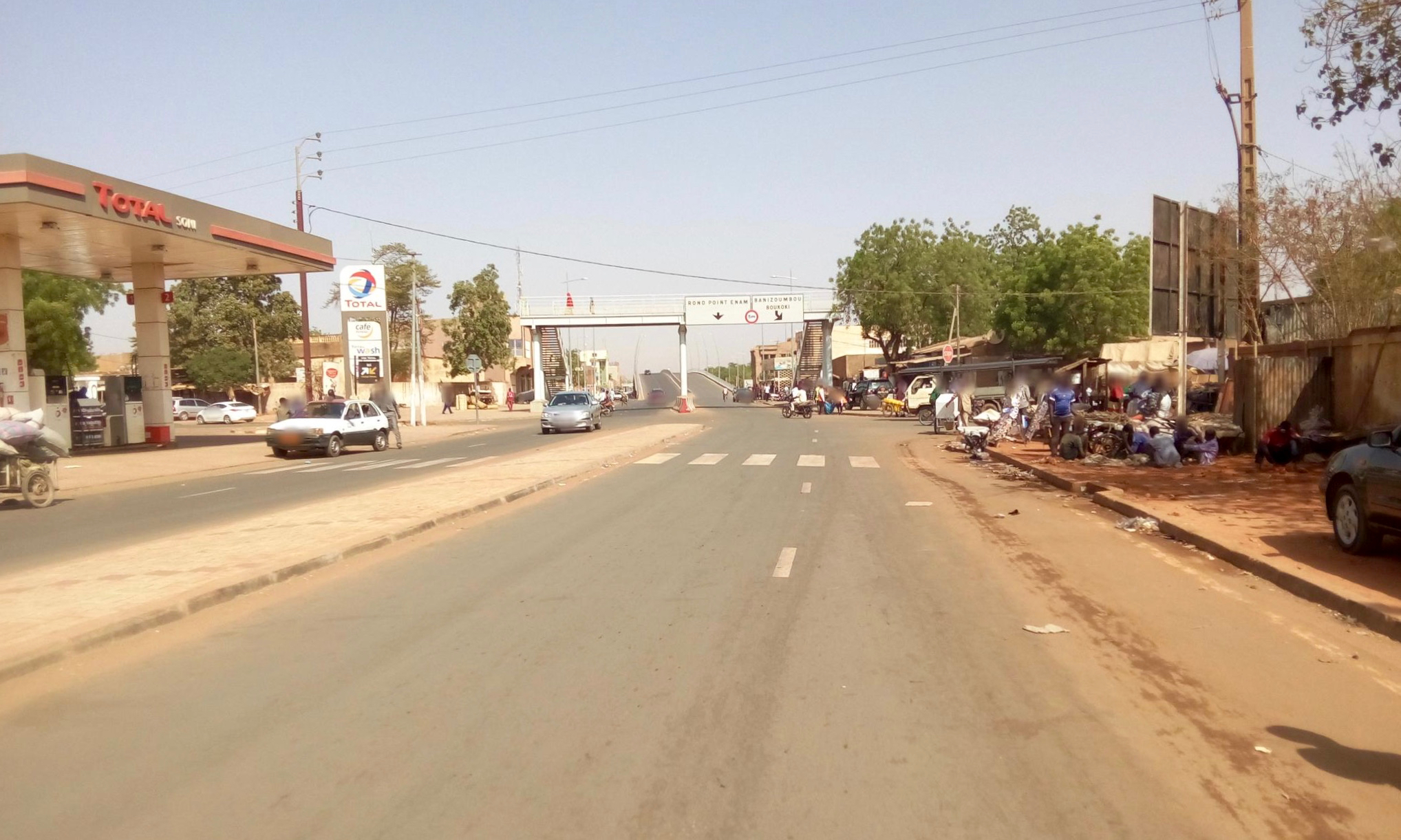
Avenue Soni Ali Ber in Abidjan (2018)

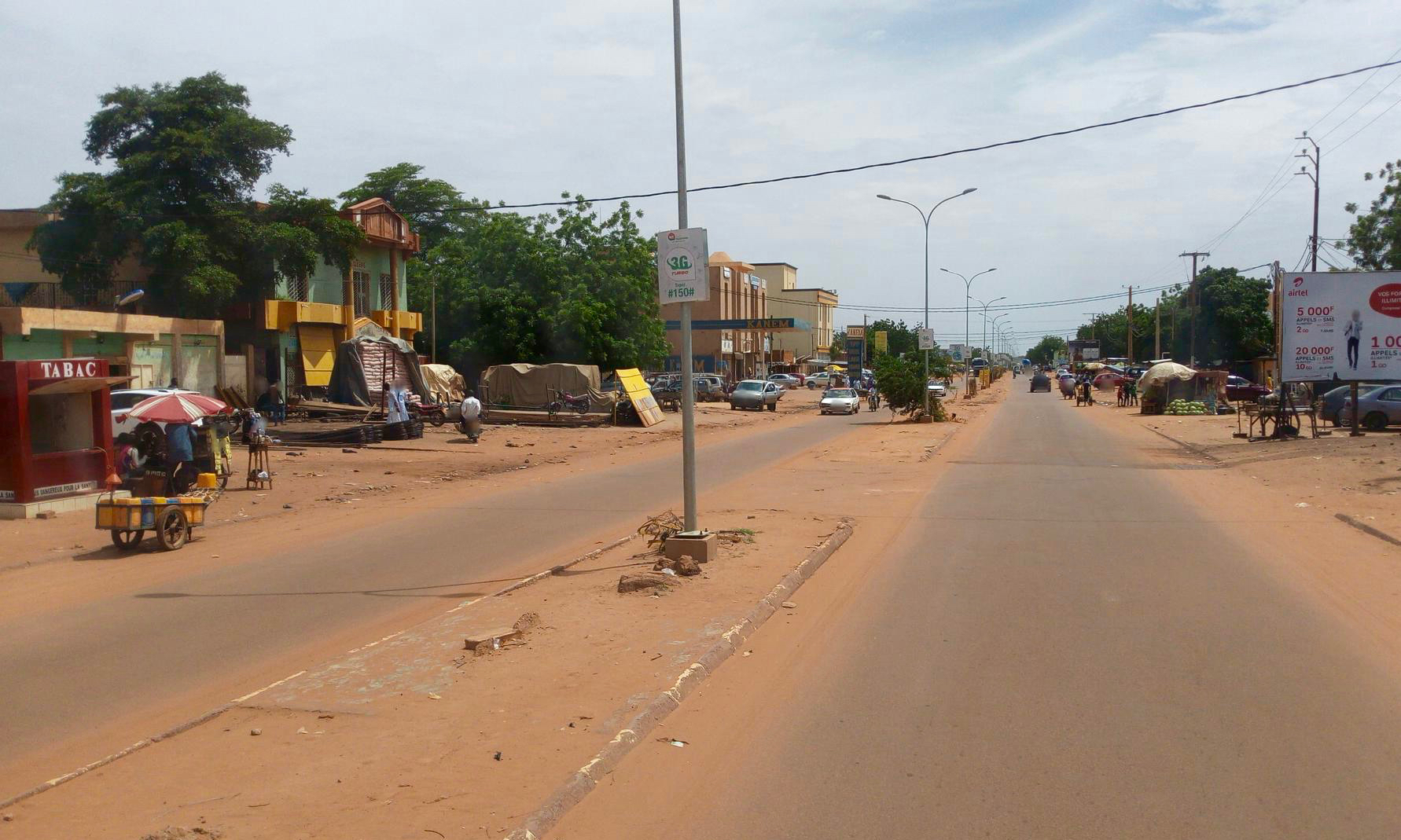
Avenue de l’Islam in Abidjan (2018)

Abidjan befindet sich im Osten des Stadtzentrums von Niamey und wird zum historischen Stadtteil Kalley gerechnet. Die angrenzenden Stadtviertel sind Boukoki I im Nordwesten, Boukoki IV im Norden, Madina im Nordosten, Poudrière im Osten, Kalley Sud im Südosten, Kalley Est im Süden und Banizoumbou im Südwesten. Das Stadtviertel liegt in einem Tafelland mit einer mehr als 2,5 Meter tiefen Sandschicht, wodurch eine bessere Einsickerung als in anderen Teilen der Stadt möglich ist. Der südliche Teil von Abidjan heißt Balafon. Im Osten des Stadtviertels steht die Große Moschee von Niamey, die 10.000 Personen Platz bietet und 1989 fertiggestellt wurde.
Das Standardschema für Straßennamen in Abidjan ist Rue KL 1, wobei auf das französische Rue für Straße das Kürzel KL für Kalley und zuletzt eine Nummer folgt. Dies geht auf ein Projekt zur Straßenbenennung in Niamey aus dem Jahr 2002 zurück, bei dem die Stadt in 44 Zonen mit jeweils eigenen Buchstabenkürzeln eingeteilt wurde. Diese Zonen decken sich nicht zwangsläufig mit den administrativen Grenzen der namensgebenden Stadtteile. So wird das Schema Rue KL 1 nicht im gesamten Stadtteil Kalley angewendet, sondern nur in Abidjan und im Norden von Kalley Sud.

## Geschichte
Das Stadtviertel geht auf die französische Kolonialzeit zurück, die 1960 endete. In den 1960er Jahren wurden hier Wohnungen für die neue Schicht der in Industrie, Gewerbe und Handel Tätigen erbaut. Mit der Einteilung von Niamey in fünf Distrikte im Jahr 1979 wurde Abidjan Teil des 3. Distrikts, der 1989 mit dem 4. Distrikt in der Teilgemeinde Niamey II aufging, die wiederum 1996 in der bisherigen Form aufgelöst wurde.

## Bevölkerung
Bei der Volkszählung 2012 hatte Abidjan 8613 Einwohner, die in 1637 Haushalten lebten. Bei der Volkszählung 2001 betrug die Einwohnerzahl 7701 in 1190 Haushalten und bei der Volkszählung 1988 belief sich die Einwohnerzahl auf 9632 in 1577 Haushalten.

## Infrastruktur
In Abidjan gibt es mehrere öffentliche Grundschulen. Die älteste, die Ecole primaire de Balafon I, wurde 1960 gegründet. Das Institut Britannique de Management et de Technologie (IBMT) bietet Lehrgänge zu Bankwesen, Handel, Buchhaltung, medizinischer Assistenz, Hotellerie, Petrochemie, Bürosekretariat und Zollwesen an. Im Stadtviertel ist mit einem Centre de Santé Intégré (CSI) ein Gesundheitszentrum vorhanden.